# Zhao Zhihong
Pour les articles homonymes, voir Zhihong.
Zhao Zhihong (5 septembre 1972 - 30 juillet 2019), surnommé le « tueur souriant » et « le démon », est un violeur et un tueur en série chinois. Il a admis avoir commis une vingtaine de crimes entre 1996 et 2005, dont le viol et le meurtre d'au moins 6 femmes à Ulaan Chab et Hohhot en Mongolie-Intérieure. Il a été exécuté en 2019, à la suite d'un verdict du tribunal.

## Biographie
Zhao Zhihong est né le 5 septembre 1972 dans le village de Yongxing, Xian de Liangcheng.
Sa première victime tuée en avril 1996, est Yang, une femme travaillant dans une usine textile. C'est un jeune homme de 18 ans, Huugjilt qui découvre le corps dans des toilettes publiques à Hohhot. Il est accusé à tort, condamné et exécuté le 10 juin 1996,,.
Le 20 mai 2000, Zhao commet son second viol-meurtre sur une jeune fille dans la région d'Hohhot. Il ne tue plus jusqu'en 2005, année où il viole et tue quatre filles et femmes. Les deux premiers ont lieu le 2 et 7 janvier, et le troisième le 24 février. Dans le même temps, les autorités locales sont très préoccupées par ses meurtres en série, offrant une récompense de 2 000 yuans pour toute information sur le tueur.
En juillet 2005, Zhao Zhihong tue sa dernière victime.

### Arrestation et jugement
En juin 2005, une habitante du village de Tali, dans la banlieue de Hohhot, lieu où se sont déroulés les derniers meurtres, identifie le tueur lors d'une séance photo. Cependant, elle ignore son nom et où il habite. Alors qu'elle aide la police à rechercher l'homme, elle identifie Zhao Zhihong sur son lieu de travail et, le 23 octobre 2005, il est arrêté.
Zhao avoue immédiatement avoir commis plus de 20 crimes entre 1996 et 2005, dont 6 meurtres et 10 viols, deux étant sur des mineures. En outre, il est aussi responsable de plusieurs affaires de vols et de détournement de biens. Plus controversé, il admet également avoir tué la travailleuse Yang en 1996, crime pour lequel Huugjilt a été exécuté. Le 15 décembre 2014, le Tribunal du district de Hohhot acquitte Huugjilt à titre posthume, s'excusant publiquement auprès de ses proches et leur versant 330 000 yuans en compensation.
Le procès de Zhao Zhihong commence le 5 janvier 2015, et est tenu à huis clos. Au total, le tueur en série est accusé de 21 crimes. Zhao Zhihong lui-même regrette qu'un homme innocent ait été exécuté pour son crime et s'excuse lors de ses aveux dans la salle d'audience. Néanmoins, le 9 février 2015, le tribunal du district de Hohhot reconnait l'homme de 42 ans coupable de 6 meurtres, 10 viols et d'au moins un cas de vol qualifié. Il est privé de ses droits civils et condamné à mort par peloton d'exécution. En outre, selon le verdict du tribunal, il est obligé de payer une amende de 155 000 yuans, dont 53 000 à l'État et 102 000 aux proches des victimes.
Zhao Zhihong est exécuté le 30 juillet 2019. Avant son exécution, il refuse une dernière rencontre avec des proches.